# Salmanassar IV
Salmanassar IV (accadico Šulmānu-ašarēdu, anche Salmānu-ašarēd, lett. "Šulmānu è il dio supremo"; ... – 773 a.C.) è stato re d'Assiria dal 782 a.C. fino alla morte.
Salì al trono con il nome di Šulmanu-ašared IV ma viene ricordato con il nome di Salmanassar IV poiché questo è quello usato nella Bibbia, succedette a Adad-nirari III (810 a.C. - 783 a.C.) ed alla sua morte salì sul trono assiro il fratello Assur-dan III (772 a.C. - 755 a.C.).
Anche perché impegnato nella lunga lotta contro Urartu non riuscì a né a fermare né a rallentare la decadenza dell'impero assiro che continuò inesorabile nel suo regno.